# Fotogramas de Plata 1985
La 36a cerimònia de lliurament dels Fotogramas de Plata 1985, lliurats per la revista espanyola especialitzada en cinema Fotogramas, va tenir lloc el 3 març de 1986 a la discoteca Joy Eslava de Madrid i fou presentada pels actors Esperanza Roy i Eusebio Poncela.

## Candidatures

### Millor pel·lícula espanyola
| Pel·lícula    | Director           | Resultat   |
| ------------- | ------------------ | ---------- |
| Padre nuestro | Francisco Regueiro | Guanyadora |

### Millor pel·lícula estrangera
| Pel·lícula               | Director    | Resultat   |
| ------------------------ | ----------- | ---------- |
| La rosa porpra del Caire | Woody Allen | Guanyadora |

### Millor actriu de cinema
| actriu             | Pel·lícula                                        | Resultat   |
| ------------------ | ------------------------------------------------- | ---------- |
| Victoria Abril     | La hora bruja Padre nuestro                       | Guanyadora |
| Ana Belén          | La corte de Faraón Sé infiel y no mires con quién | Candidata  |
| Charo López        | Los paraísos perdidos                             | Candidata  |
| Carmen Maura       | Extramuros Sé infiel y no mires con quién         | Candidata  |
| Mercedes Sampietro | Extramuros                                        | Candidata  |

### Millor actor de cinema
| Actor                 | Pel·lícula                                                       | Resultat  |
| --------------------- | ---------------------------------------------------------------- | --------- |
| Antonio Banderas      | La corte de Faraón Réquiem por un campesino español Caso cerrado | Guanyador |
| Fernando Fernán Gómez | La corte de Faraón Marbella, un golpe de cinco estrellas Stico   | Candidat  |
| Guillermo Montesinos  | La vaquilla                                                      | Candidat  |
| Antonio Resines       | Sé infiel y no mires con quién                                   | Candidat  |
| Fernando Rey          | El caballero del dragón Padre nuestro                            | Candidato |

### Millor intèrpret de televisió
| Intérprete         | Sèrie de televisió                                                       | Resultat   |
| ------------------ | ------------------------------------------------------------------------ | ---------- |
| Victoria Abril     | La huella del crimen 1: El crimen del Capitán Sánchez Los pazos de Ulloa | Candidata  |
| María José Alfonso | Platos rotos                                                             | Candidata  |
| Verónica Forqué    | Platos rotos                                                             | Guanyadora |
| José Luis Gómez    | Los pazos de Ulloa                                                       | Candidat   |
| Terele Pávez       | La huella del crimen 1: El caso de las envenenadas de Valencia           | Candidata  |

### Millor intèrpret de teatre
| Intérprete/Compañía | Montaje                                       | Resultat  |
| ------------------- | --------------------------------------------- | --------- |
| Els Joglars         | Gabinete Libermann Virtuosos de Fontainebleau | Candidata |
| Josep Maria Flotats | Cyrano de Bergerac                            | Guanyador |
| Verónica Forqué     | Bajarse al moro ¡Sublime decisión!            | Candidata |
| Lola Herrera        | Las amargas lágrimas de Petra von Kant        | Candidata |
| Amparo Rivelles     | Hay que deshacer la casa                      | Candidata |